# Alliance de l'Algérie verte
L'Alliance de l'Algérie verte (AAV), aussi appelée L'Alliance verte, est une confédération politique algérienne. 

## Historique

### Présentation
Le 7 mars 2012, cette union est créée pour préparer les législatives de 2012. Elle regroupe plusieurs formations islamistes : le Mouvement de la société pour la paix (HMS), le Mouvement pour la réforme nationale (El Islah) et le Mouvement de la renaissance islamique (Ennahdha).